# 1428
1428 (MCDXXVIII) a fost un an bisect al calendarului iulian, care a început într-o zi de joi.

## Evenimente
- 12 octombrie-8 mai 1429. Războiul de 100 de ani. Asediul Orléansului (Franța). Orașul Orléans este asediat de englezii comandați de conții de Salisbury și Suffolk, însă sunt alungați de către Ioana d'Arc.

## Nașteri
- Iulius Pomponius Laetus (Giulio Pomponio Leto), umanist italian (d. 1497)

## Decese
- dată necunoscută: Masaccio pictor italian (n. 1401)
- 4 noiembrie: Sofia de Bavaria (1376–1425) a doua soție împӑratului Venceslau (n. 1376)
- dată necunoscută: Andronic Paleologul, despot de Salonic  (n. 1400)